# Ptilogyna cheesmanae
Ptilogyna cheesmanae är en tvåvingeart som beskrevs av Alexander 1947. Ptilogyna cheesmanae ingår i släktet Ptilogyna och familjen storharkrankar. Inga underarter finns listade i Catalogue of Life.